# アブラボテ
アブラボテ（Tanakia limbata）は、コイ科アブラボテ属に分類される淡水魚の一種。

## 分布
日本（濃尾平野以西の本州、四国北部、九州北部、淡路島）。かつては朝鮮半島にも分布するとされていたが、朝鮮半島の個体群は1990年代以降にコウライボテ (T. koreensis)、ソムジンボテ (T. somjinensis)、ラクトウボテ (T. latimarginata) として分離されたため、本種は日本固有種となっている。なお、中国地方にはソムジンボテと系統樹上で同じクレードに含まれる集団（現在のところアブラボテとして扱われている）が分布している可能性がある。

## 形態
遺伝的には3系統存在する。体長4-7cmで、大型個体は10cmに達する。体形は、近縁種のヤリタナゴより体高が高い側扁体形である。体色は褐色を帯びた銀白色で、肩部や体側面に斑紋や縦帯は入らない。和名のアブラ（脂）は本種の体色に由来し、ボテはタナゴの俗称。側線は完全で、側線が通る鱗の数（側線鱗数）は32-36。口角に1対の長い口髭がある。背鰭には紡錘型のオレンジ色の斑紋が入る。尻鰭の縁は黒く、種小名limbataは「縁のある」の意。九州の個体群のみ、縁取りの黒色帯は2本である。

繁殖期のオスは婚姻色を現す。生息地により婚姻色の発現様態には差異が大きく、体側上半部から背にかけて、濃尾平野から関西地方では暗緑色、岡山では紫色、九州では褐色に染まる。吻端には白い瘤（追星）が1つ現れる。メスは黒い産卵管を伸ばす。

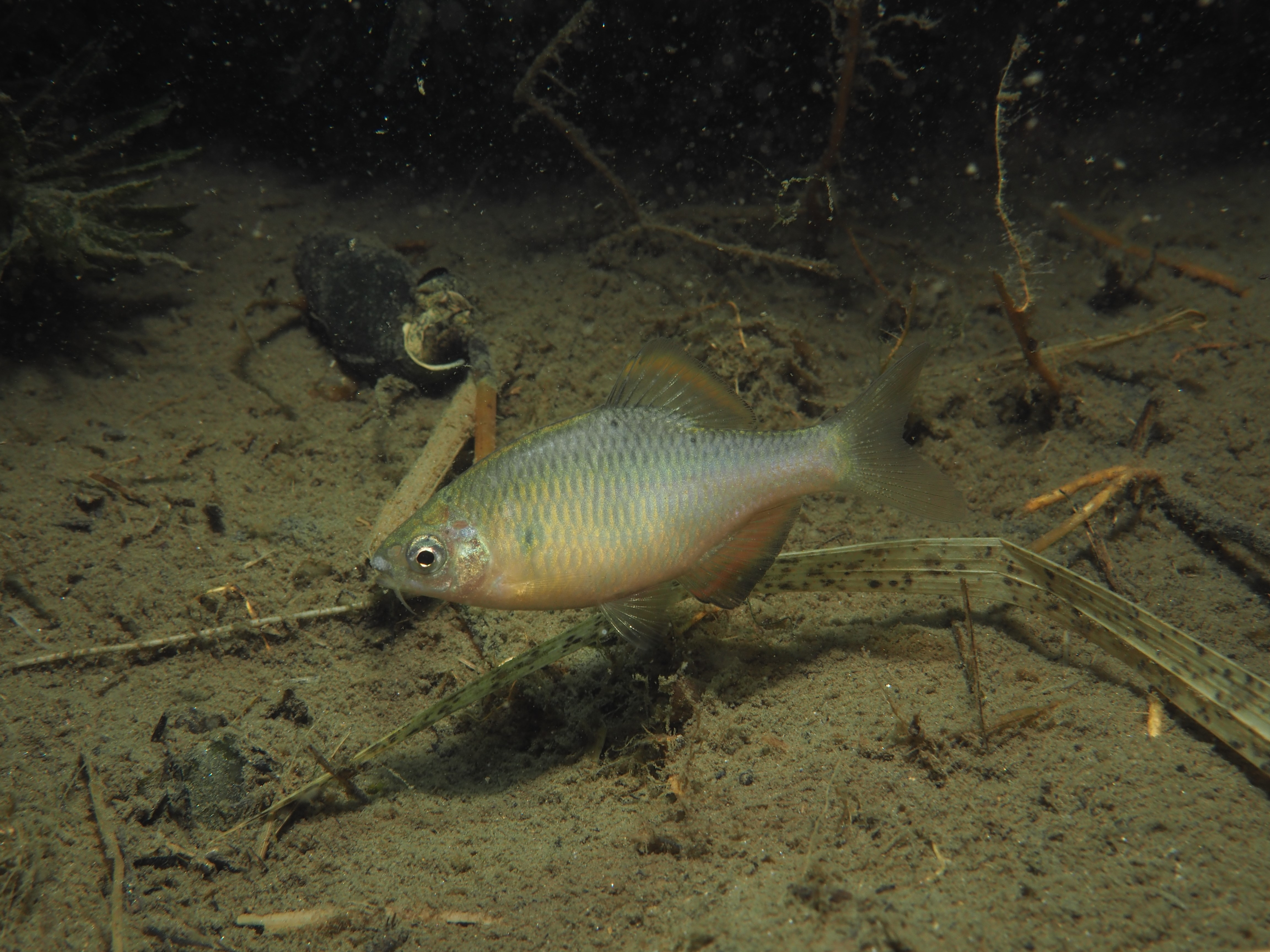
野生下のアブラボテのオス、筑後平野
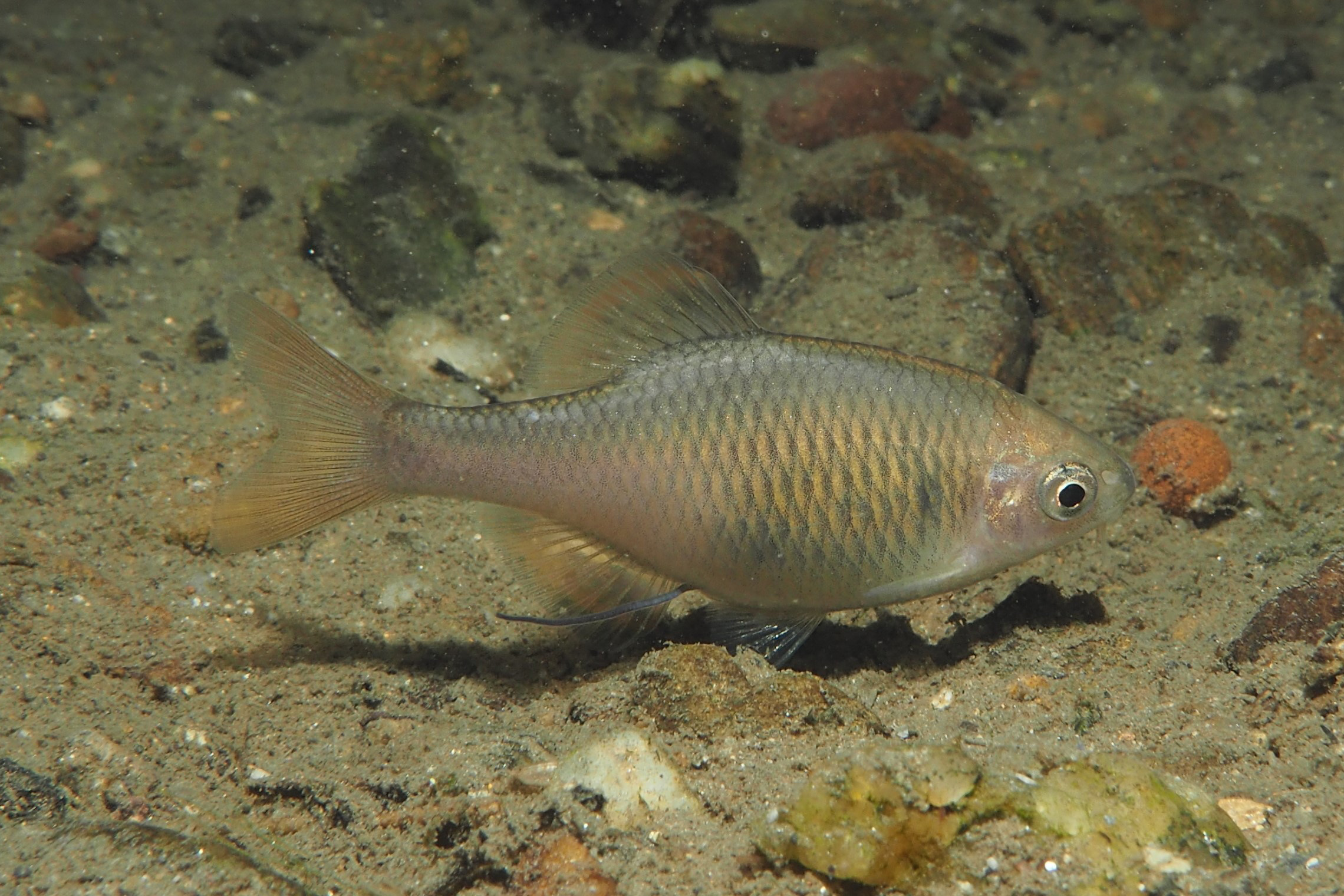
産卵管の伸びた野生下のメス、筑後平野
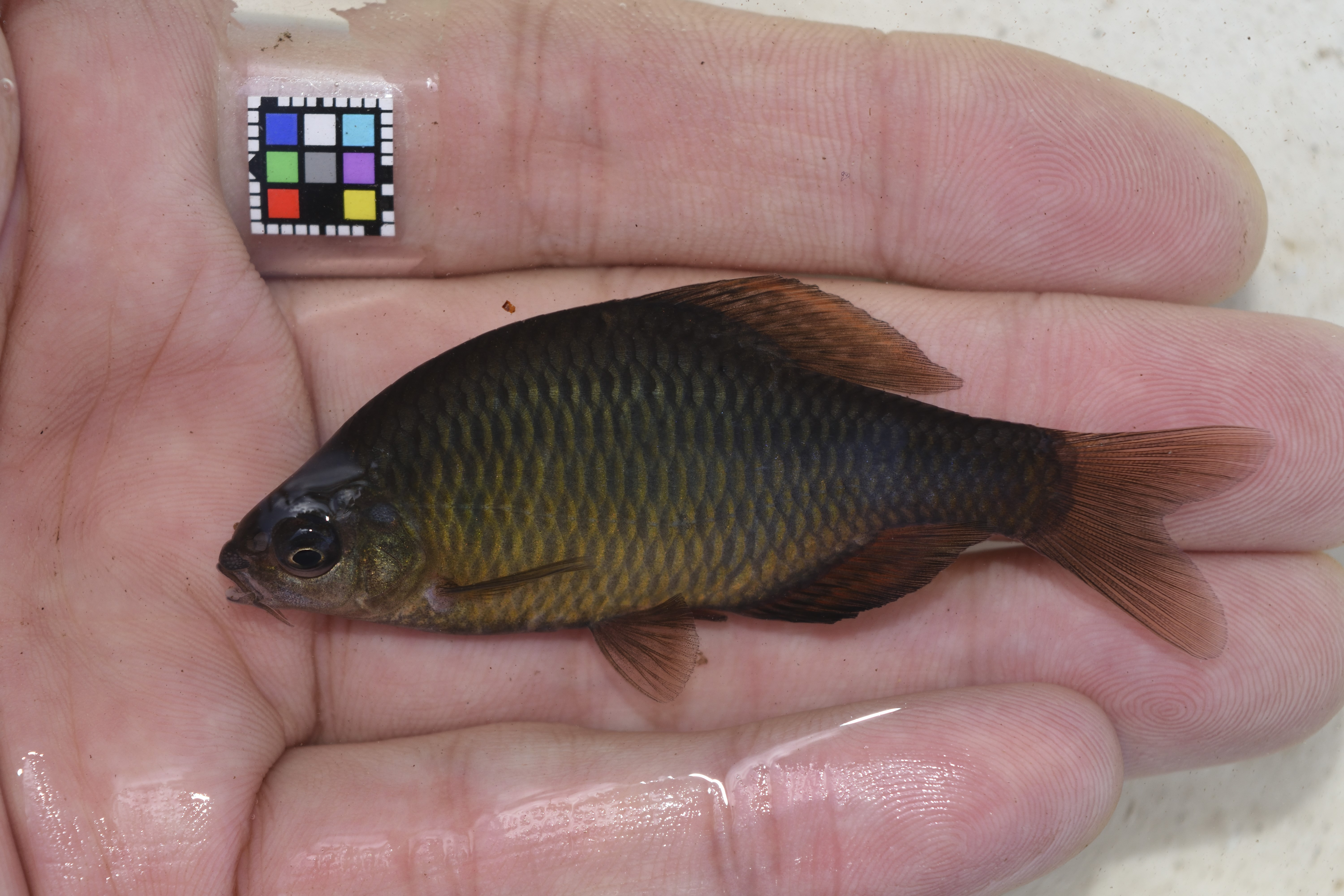
特に黒味の強いオス（大分県）

## 生態
水の澄んだ河川、用水路等に生息する。主に単独で生活し、縄張りを形成する。稚魚は群れを形成し、水草等の間に潜み生活する。
食性は雑食で、小型の水生昆虫や甲殻類、藻類等を食べる。
繁殖形態は卵生で、3-7月にドブガイやマツカサガイなどイシガイ目の淡水生二枚貝に卵を産みつける。

## 保全状態評価
準絶滅危惧（NT）（環境省レッドリスト）
日本では、開発による生息地の破壊やそれに伴う二枚貝の減少、ペット用の乱獲等により生息数は減少している。2007年には環境省レッドリストの準絶滅危惧カテゴリに記載された。生息地の各自治体によるレッドリスト記載状況は下表のとおり。
| カテゴリ     | 都道府県                                                         |
| ------------ | ---------------------------------------------------------------- |
| 絶滅危惧I類  | 愛媛県 香川県                                                    |
| 絶滅危惧II類 | 奈良県 滋賀県 福井県 岐阜県 三重県                               |
| 準絶滅危惧   | 福岡県 鹿児島県 熊本県 島根県 広島県 兵庫県 大阪府 京都府 岡山県 |
| 情報不足     | 和歌山県 愛知県                                                  |
| その他       | 静岡県（要注目種N-I 現状不明）                                   |

## 利用
食味は苦く、基本的に食用とされることはない。肝吸虫等の寄生虫を保持する可能性があり、生食は薦められない。採集方法としては、網を使い水草ごと掬う他に、釣りで捕らえることもできる。
観賞魚として飼育されることもある。丈夫で人工環境にも慣れやすく飼育は容易だが、タナゴ類の中で最も気性が荒いため同居魚には注意が必要。繁殖させるには、水槽内に二枚貝を同居させ自然に産卵させる方法と、雌雄から卵と精子を搾り出し人工受精させる方法があるが、どちらも管理が難しい。飼育個体の野外への遺棄は、遺伝子汚染や病気の伝播等を起こす可能性があるため行ってはならない。ナマズなどの釣り餌として利用されることもある。